# Italia Conti Academy of Theatre Arts

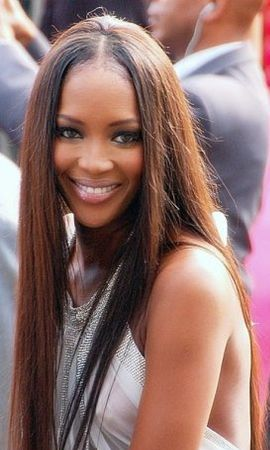
Naomi Campbell, absolwentka szkoły

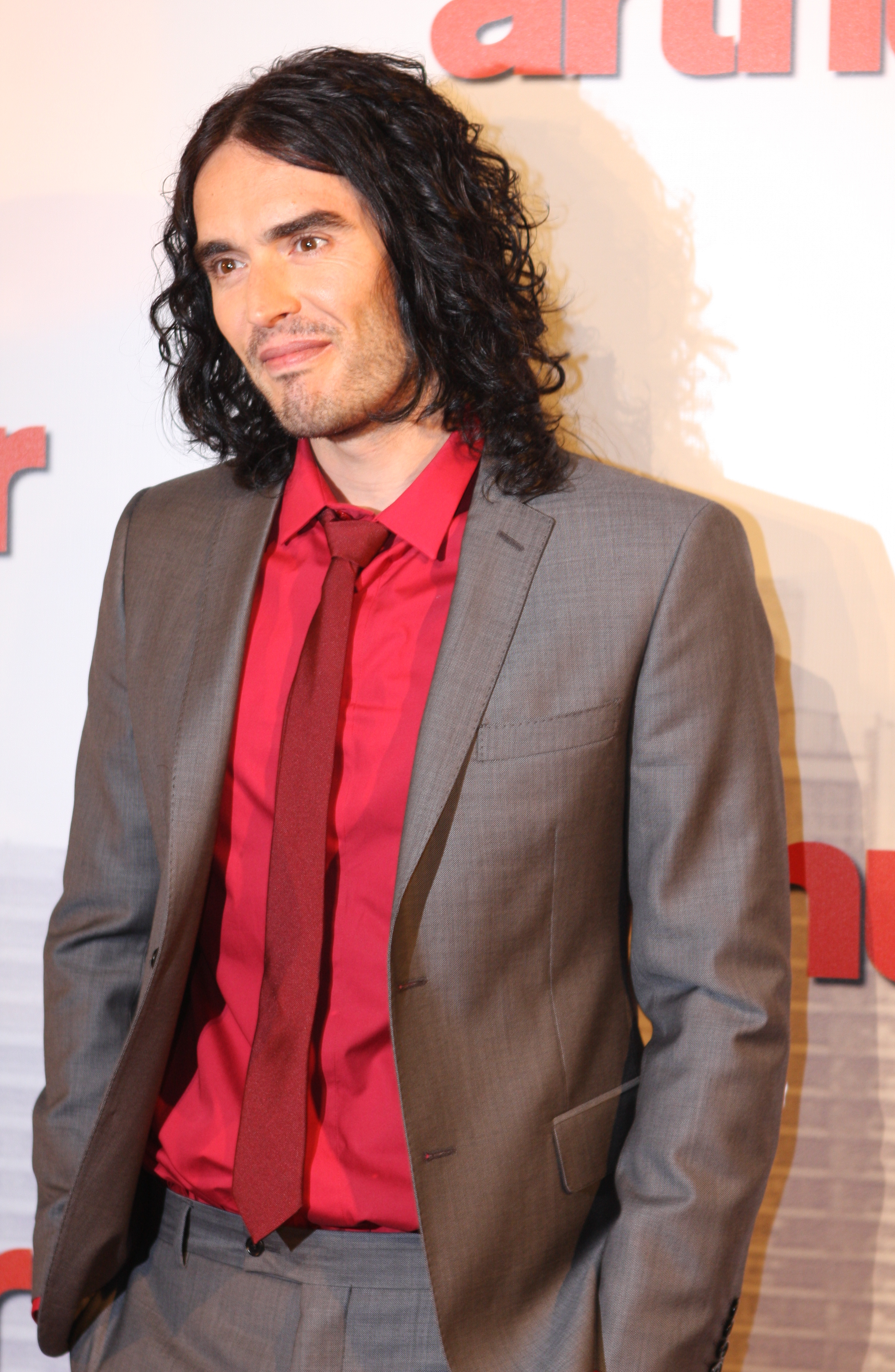
Russell Brand, absolwent szkoły

Italia Conti Academy of Theatre Arts - prywatna szkoła aktorska w Londynie, założona w 1911 roku przez aktorkę Italię Conti. Posiada uprawnienia zarówno uczelni wyższej, z prawem do nadawania stopnia licencjata w zakresie aktorstwa, jak i szkoły zawodowej. 

## Okoliczności powstania
W 1911 Italia Conti, wówczas wzięta aktorka teatralna występująca na West Endzie, została poproszona o objęcie opieką artystyczną grupy dzieci, które miały wziąć udział w prapremierowej inscenizacji sztuki Where the Rainbow Ends autorstwa Clifforda Millsa i Johna Ramseya. Wśród jej podopiecznych znalazł się wówczas m.in. jedenastoletni Noël Coward. Doświadczenie to sprawiło, iż Conti postanowiła poświęcić się pedagogice, założyła własną szkołę teatralną i znacznie ograniczyła swoje występy aktorskie. 

## Obecna oferta
Według stanu na grudzień 2012, szkoła oferuje cztery zasadnicze ścieżki kształcenia:
1. trzyletnie studia wyższe w zakresie aktorstwa, dostępne dla osób legitymujących się wykształceniem średnim i kończące się uzyskaniem stopnia licencjata;
2. trzyletni dzienny kurs w zakresie aktorstwa, tańca i piosenki, kończący się uzyskaniem dyplomu zawodowego (ale bez stopnia naukowego), dostępny dla osób mających ukończone 16 lat, bez wymogów dotyczących wykształcenia
3. roczny dzienny kurs intensywny, przekazujący w skróconej formie treści z kursu trzyletniego
4. trzyletni dzienny kurs, wzbogacony o elementy umożliwiające słuchaczom zdobycie dodatkowego dyplomu nauczyciela tańca

## Najbardziej znani absolwenci
- Brian Aherne
- Gabrielle Anwar
- Zaraah Abrahams
- Russell Brand
- Kelly Brook
- Naomi Campbell
- Clive Dunn
- Noël Coward
- Charles Hawtrey
- Sadie Frost
- Karen Gillan
- Claire Goose
- Jack Hawkins
- Patsy Kensit
- Pixie Lott
- Steve Marriott
- Martine McCutcheon
- Anthony Newley
- Leslie Phillips
- Louise
- Wendy Richard
- Richard Todd
- Tracey Ullman
- Olivia-Mai Barrett